# Vehículo de celda de combustible

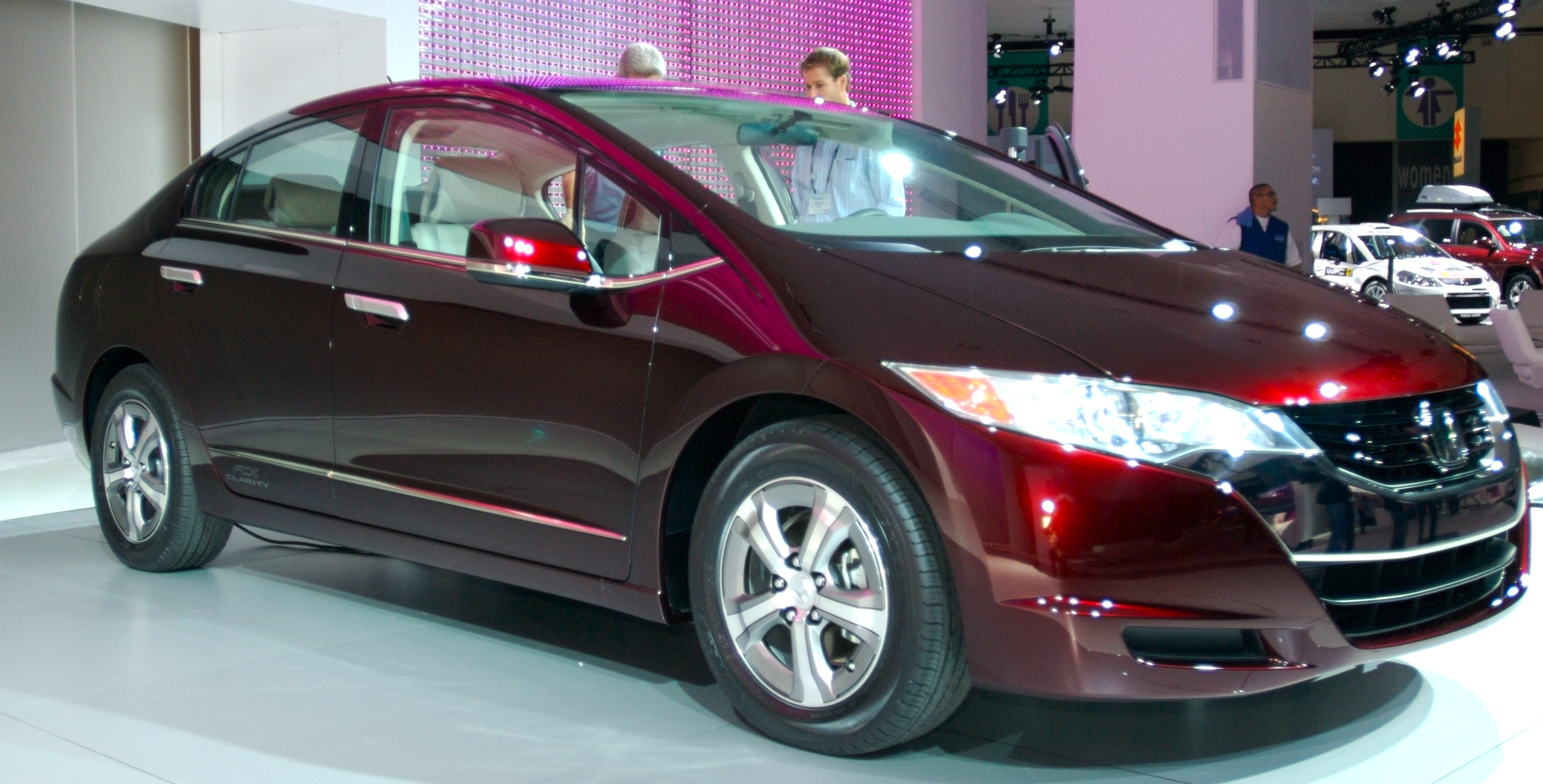
FCX Clarity 2008 de Honda.

Un vehículo de pila de combustible (abreviado como FCEV) es un tipo de vehículo eléctrico que usa una pila de combustible para producir energía eléctrica. Las pilas de combustible en los vehículos de hidrógeno crean electricidad para hacer funcionar un motor eléctrico usando hidrógeno o un combustible de hidrocarbono y oxígeno del aire.
Los FCEVs son distintos de los vehículos que usan combustión de hidrógeno (HICEVs).

## Eficacia
La eficacia de la pilas de combustible es limitada, debido a que se requiere energía para separar al hidrógeno de compuestos naturales (como el agua, gas natural, biomasa, etc.), también para compactarlo ya sea por compresión o licuefacción, más la pérdida de energía al convertirlo en electricidad con las pilas de combustible, lo cual deja solamente un 25% de uso práctico.
Otros problemas con la eficacia de los vehículos de pila de combustible que funcionan con hidrógeno comprimido, son la compresión, almacenamiento y transporte de este. Aparte de las pérdidas de producción, la mayoría de la electricidad usada en la producción de hidrógeno, es generada quemando carbón, lo cual crea emisiones de dióxido de carbono.

## Descripción de las pilas de combustible
Todas las pilas de combustible están compuestas de tres partes: un electrolito, un ánodo y un cátodo. Estas funcionan de manera similar a la de una batería convencional, pero en vez de recargarse, estas son "rellenadas" con hidrógeno.
Un vehículo propulsado por hidrógeno puro cero pocos contaminantes, solo agua y calor.